# 末振將
末振将（？—前12年），是乌孙的小昆弥，拊离的儿子。
约在汉成帝鸿嘉四年（前17年），他的哥哥安日被降民刺杀后，末振将为汉朝立为小昆弥。当时大昆弥雌栗靡甚强，翕侯都非常畏服。末振将害怕自己会被有作为的大昆弥雌栗靡兼并，派贵人乌日领诈降，然后刺杀雌栗靡。汉朝派中郎将段会宗与都护立翁归靡之子左大将大乐的儿子伊秩靡（雌栗靡季父、解忧公主孙）为大昆弥。元延元年（前12年），一说元延二年（前11年），汉朝还没讨伐末振将，末振将就被大昆弥属下的翕侯难所杀。中郎将段会宗用计擒杀他的太子番丘。